# AeroLift CycloCrane
AeroLift CycloCrane je bila ameriška hibridna zračna ladja, ki je uporablja helikoptersko tehnologijo. Namenjena je bila dvigovanju težkih tovorov, kot npr. dvigovanje lesa v odročnih kanadskih gozdovih. Zgradili so prototip in ga testirali v 1980ih.
Zrakoplov je bil kombinacija aerostata in aerodina, vzgon je zagotavljal vzgonski plin, krila in rotorji pa za pogon in usmerjanje.